# 418891 Vizi
418891 Vizi este o planetă minoră (asteroid) din centura de asteroizi. A fost descoperită pe 31 decembrie 2008 la Piszkéstetői Obszervatórium⁠(d) de Krisztián Sárneczky⁠(d) și a fost numită după Sylvester Vizi. 
Obiectul prezintă o orbită caracterizată de o semiaxă mare de 3,1451666572547 UAi, o excentricitate de 0,21, o înclinație de 17,4 ° în raport cu ecliptica.